# Makhdoom Amin Fahim
Makhdoom Amin Fahim (مخدوم امین فہیم), född 4 augusti 1939 i Hala i Sindh, död 21 november 2015 i Karachi, var en pakistansk politiker. Han var parlamentarisk ledare för Pakistanska Folkpartiets parlamentariker i Pakistans nationalförsamling och tidigare inrikesminister i Benazir Bhuttos regering.